# Франция на «Детском Евровидении — 2022»
Франция участвовала на «Детском Евровидении — 2022», которое состоялось 11 декабря 2022 года в Ереване, Армения. На конкурсе страну представил Лисандро с песней «Oh Maman!». Он выиграл, набрав 203 балла.

## Предыстория
Франция дебютировала на «Детском Евровидении» в 2004 году, когда страну представил Томас Понтье с песней «Si on voulait bien». Он занял шестое место, набрав 78 баллов. Несмотря на это, французский телевещатель France Télévisions решил в 2005 году отказаться от участия в конкурсе, заявив, что у конкурса неподходящее время для трансляции, рейтинги конкурса оказались «слишком разочаровывающими», формат конкурса слишком сложен для детей и что «слишком много „Евровидения“ убивает „Евровидение“». В конце концов, в 2018 году Франция вернулась на конкурс. Тогда страну представила Анжелина с песней «Jamais sans toi», заняв второе место с 203 баллами. На конкурсе 2019 года страну представила Карла с песней «Bim bam toi», заняв пятое место со 169 баллами. На конкурсе 2020 года Францию представила Валентина с песней «J'imagine». Она заняла первое место, набрав 200 баллов, принеся первую победу Франции на «Детском Евровидении» и первую победу стране на конкурсах «Евровидения» с 1989 года — тогда Франция победила на конкурсе молодых танцоров «Евровидение-1989». На конкурсе 2021 года, проходившем в Париже, страну представил Энцо с песней «Tic Tac», заняв третье место со 187 баллами.

## До «Детского Евровидения»
17 февраля 2022 года французский телевещатель France Télévisions подтвердил, что Франция примет участие на «Детском Евровидении — 2022». 27 октября 2022 года было объявлено, что телевещатель France Télévisions выбрал участника внутренним отбором, как это было ежегодно с тех пор, как они вернулись на конкурс в 2018 году. 28 октября 2022 года было объявлено, что Лисандро с песней «Oh Maman!» представит Францию на «Детском Евровидении — 2022». Одним из авторов песни стала Барбара Прави — представительница Франции на «Евровидении-2021».

## На «Детском Евровидении»

### Трансляция
Финал конкурса транслировал телеканал France 2, комментаторами которого были Стефан Берн и Карла Лаззари. После конкурса было объявлено, что шоу в среднем посмотрели 1.11 миллиона зрителей (на пике, во время голосования — 1.8 миллиона) с долей 8.9%. Тем не менее, рейтинги конкурса во Франции стали самыми низкими, начиная с 2019 года.

### Выступление
Порядок выступления стран-участниц «Детского Евровидения — 2022» был определён 5 декабря 2022 года: Франция выступила под шестым номером — после Италии и перед Албанией. Лисандро участвовал на репетициях, которые состоялись 7 и 9 декабря 2022 года, за которыми последовало «шоу для жюри», которое состоялось вечером 10 декабря 2022 года. Результаты голосования французского жюри объявила Валентина — победительница «Детского Евровидения — 2020».

### Голосование
На конкурсе была вновь использована та система голосования, которая была введена в 2017 году, где результаты определяются суммой баллов онлайн-голосования (50%) и голосования жюри (50%). В каждой стране-участнице было национальное жюри, состоящее из 5 человек: трое из них — профессионалы музыкальной индустрии, а двое — дети в возрасте от 10 до 15 лет, которые должны были быть гражданами страны, от имени которой они голосовали.
Онлайн-голосование состояло из двух этапов: первый этап онлайн-голосования начался 9 декабря 2022 года, когда на сайте конкурса (junioreurovision.tv) были показаны отрывки репетиций участников, после чего зрители смогли проголосовать за 3 участников. Первый этап онлайн-голосования завершился 11 декабря 2022 года в 15:59 по центральноевропейскому времени. Второй этап онлайн-голосования начался сразу после последнего, шестнадцатого, выступления и длился 15 минут.
По итогам голосования Франция заняла 1-е место, набрав 203 балла: по итогам голосования жюри Франция заняла первое место со 132 баллами, а по итогам онлайн-голосования — третье место с 71 баллом.
| Баллы                                                 | Страна                                                          |
| ----------------------------------------------------- | --------------------------------------------------------------- |
| 12 баллов                                             | Ирландия Италия Нидерланды Португалия                           |
| 10 баллов                                             | Албания Армения Великобритания Грузия Северная Македония Сербия |
| 8 баллов                                              | Казахстан                                                       |
| 7 баллов                                              |                                                                 |
| 6 баллов                                              | Испания                                                         |
| 5 баллов                                              | Польша Украина                                                  |
| 4 балла                                               |                                                                 |
| 3 балла                                               |                                                                 |
| 2 балла                                               |                                                                 |
| 1 балл                                                |                                                                 |
| Франция получила 71 балл по итогам онлайн-голосования |                                                                 |

| Баллы     | Страна         |
| --------- | -------------- |
| 12 баллов | Армения        |
| 10 баллов | Ирландия       |
| 8 баллов  | Албания        |
| 7 баллов  | Великобритания |
| 6 баллов  | Португалия     |
| 5 баллов  | Грузия         |
| 4 балла   | Испания        |
| 3 балла   | Нидерланды     |
| 2 балла   | Италия         |
| 1 балл    | Казахстан      |

### Подробные результаты голосования
| Раздельные результаты голосования Франции | Раздельные результаты голосования Франции | Раздельные результаты голосования Франции | Раздельные результаты голосования Франции | Раздельные результаты голосования Франции | Раздельные результаты голосования Франции | Раздельные результаты голосования Франции | Раздельные результаты голосования Франции | Раздельные результаты голосования Франции | Раздельные результаты голосования Франции |
| №                                         | Страна                                    | Судья A                                   | Судья B                                   | Судья C                                   | Судья D                                   | Судья E                                   | Место                                     | Баллы                                     |                                           |
| ----------------------------------------- | ----------------------------------------- | ----------------------------------------- | ----------------------------------------- | ----------------------------------------- | ----------------------------------------- | ----------------------------------------- | ----------------------------------------- | ----------------------------------------- | ----------------------------------------- |
| 1                                         | Нидерланды                                | 9                                         | 6                                         | 13                                        | 6                                         | 3                                         | 8                                         | 3                                         |                                           |
| 2                                         | Польша                                    | 12                                        | 11                                        | 7                                         | 15                                        | 6                                         | 13                                        |                                           |                                           |
| 3                                         | Казахстан                                 | 6                                         | 12                                        | 8                                         | 14                                        | 7                                         | 10                                        | 1                                         |                                           |
| 4                                         | Мальта                                    | 10                                        | 13                                        | 15                                        | 4                                         | 10                                        | 12                                        |                                           |                                           |
| 5                                         | Италия                                    | 11                                        | 8                                         | 5                                         | 8                                         | 5                                         | 9                                         | 2                                         |                                           |
| 6                                         | Франция                                   |                                           |                                           |                                           |                                           |                                           |                                           |                                           |                                           |
| 7                                         | Албания                                   | 3                                         | 5                                         | 2                                         | 7                                         | 12                                        | 3                                         | 8                                         |                                           |
| 8                                         | Грузия                                    | 5                                         | 2                                         | 3                                         | 11                                        | 14                                        | 6                                         | 5                                         |                                           |
| 9                                         | Ирландия                                  | 2                                         | 9                                         | 1                                         | 5                                         | 9                                         | 2                                         | 10                                        |                                           |
| 10                                        | Северная Македония                        | 15                                        | 15                                        | 14                                        | 9                                         | 11                                        | 15                                        |                                           |                                           |
| 11                                        | Испания                                   | 4                                         | 14                                        | 9                                         | 2                                         | 8                                         | 7                                         | 4                                         |                                           |
| 12                                        | Великобритания                            | 13                                        | 10                                        | 12                                        | 1                                         | 1                                         | 4                                         | 7                                         |                                           |
| 13                                        | Португалия                                | 14                                        | 1                                         | 6                                         | 10                                        | 4                                         | 5                                         | 6                                         |                                           |
| 14                                        | Сербия                                    | 8                                         | 4                                         | 11                                        | 13                                        | 15                                        | 11                                        |                                           |                                           |
| 15                                        | Армения                                   | 1                                         | 3                                         | 4                                         | 3                                         | 2                                         | 1                                         | 12                                        |                                           |
| 16                                        | Украина                                   | 7                                         | 7                                         | 10                                        | 12                                        | 13                                        | 14                                        |                                           |                                           |

### Комментарии
1. ↑  Содержит повторяющуюся фразу на английском языке.